# Anopheles willmorei
Anopheles willmorei är en tvåvingeart som beskrevs av James 1903. Anopheles willmorei ingår i släktet Anopheles och familjen stickmyggor.
Artens utbredningsområde är Pakistan. Inga underarter finns listade i Catalogue of Life.